# Fred Bett
Frederick Bett (5 tháng 12 năm 1920 – 2005) là một cầu thủ bóng đá người Anh thi đấu ở vị trí tiền đạo tầm xa cho Sunderland.